# Qatar 1812 km
Qatar 1812 km – długodystansowy wyścig samochodowy organizowany na torze Losail International Circuit w Lusajlu, w Katarze. Wyścig odbywa się w ramach sezonu FIA World Endurance Championship. Sponsorem tytularnym wyścigu jest Qatar Airways.

## Historia
12 grudnia 2022 roku na uroczystości w Dosze ogłoszono, że do kalendarza FIA WEC w sezonie 2024 dołączy sześciogodzinny wyścig na torze Losail. Wyścig w Lusajlu ma być rundą inaugurującą sezon, a tydzień wcześniej na tym torze ma odbywać się test przedsezonowy zwany Prologiem. Podczas uroczystości zawarto sześcioletni kontrakt na organizację zawodów.
9 czerwca 2023 roku seria FIA World Endurance Championship ogłosiła swój kalendarz na sezon 2024. Znalazł się w nim wyścig Qatar 1812 km jako inaugurująca runda, której dystans jest nawiązaniem do daty 18 grudnia, święta narodowego Kataru. Wyścig otrzymał też limit czasowy w wysokości 10 godzin.
15 lutego 2024 roku ogłoszono, że firma Qatar Airways została sponsorem tytularnym wyścigu.
Z powodu kryzysu na Morzu Czerwonym Prolog przed inauguracyjną edycją wyścigu został przesunięty o dwa dni. Kontenery zawierające auta większości stawki kategorii LMGT3 oraz zespołu Cadillac Racing dotarły z opóźnieniem. Kontenery rozładowano w Dżuddzie i ciężarówkami dostarczono je na tor w Lusajlu. W celu zapewnienia bezpieczeństwa i dostarczenia frachtu na czas przed kolejną rundą na torze Imola seria i zespoły zadecydowały o skorzystania z transportu lotniczego.

## Zwycięzcy wyścigu
| Rok  | Zwycięzcy                                   | Zespół                    | Samochód     | Czas         | Okrążenia | Dystans    | Seria                            | Źródło |
| ---- | ------------------------------------------- | ------------------------- | ------------ | ------------ | --------- | ---------- | -------------------------------- | ------ |
| 2024 | Kévin Estre André Lotterer Laurens Vanthoor | Porsche Penske Motorsport | Porsche 963  | 9:55:51,926  | 335       | 1814,87 km | FIA World Endurance Championship | [ 8 ]  |
| 2025 | Antonio Fuoco Miguel Molina Nicklas Nielsen | Ferrari AF Corse          | Ferrari 499P | 10:01:39,098 | 318       | 1722,75 km | FIA World Endurance Championship | [ 9 ]  |